# Dér Ottó
Dér Ottó, születési és 1913-ig használt nevén Dirnfeld Ottó József (Budapest, 1896. október 10. – Budapest, 1945. február 25.) bőrgyógyász, egyetemi tanársegéd.

## Életpályája
Dirnfeld Lipót (1860–1935) pénzváltó és Wagner Regina (1873–1944) fiaként született zsidó családban. Középiskolai tanulmányait a Kegyes-tanítórendiek Budapesti Főgimnáziumában végezte (1906–1914). Érettségit követően a Budapesti Tudományegyetem Orvostudományi Karának hallgatója lett, s még ugyanebben az évben bevonult és végigküzdötte az első világháborút. Több kitüntetésben részesült. 1918-ban egészségügyi hadnagyként szerelt le. Orvosi oklevének megszerzése után a pécsi Erzsébet Tudományegyetem Bőr- és Nemibeteg-klinikájának gyakornoka lett. 1925-től ugyanott egyetemi tanársegédként működött. Halálát hashártyalob, tüdőlob okozta.
Házastársa Paluska Matild (1901–?) volt, akit 1934. december 24-én Budapesten vett nőül. Felesége 1936 szeptemberében öngyilkosságot kísérelt meg.

## Művei
- A „Káinon“ a dermatologiai therapiában, különös tekintettel a psoriasisra, néhány megjegyzéssel ennek pathogenesisére. (Orvosi Hetilap, 1924, 41.)
- A bismuthszegély keletkezése és szövettana. (Gyógyászat, 1926, 25.)
- A bőrelváltozások színéről (Orvosképzés, 1927, 4.)
- Az Allonal a bőrgyógyászati gyakorlatban. (Gyógyászat, 1927, 40.)
- A „Dermotherma“ alkalmazásáról. (Gyógyászat, 1929, 12.)
- A potentiazavarok gyógykezeléséről. (Gyógyászat, 1932, 22.)